# Маргера

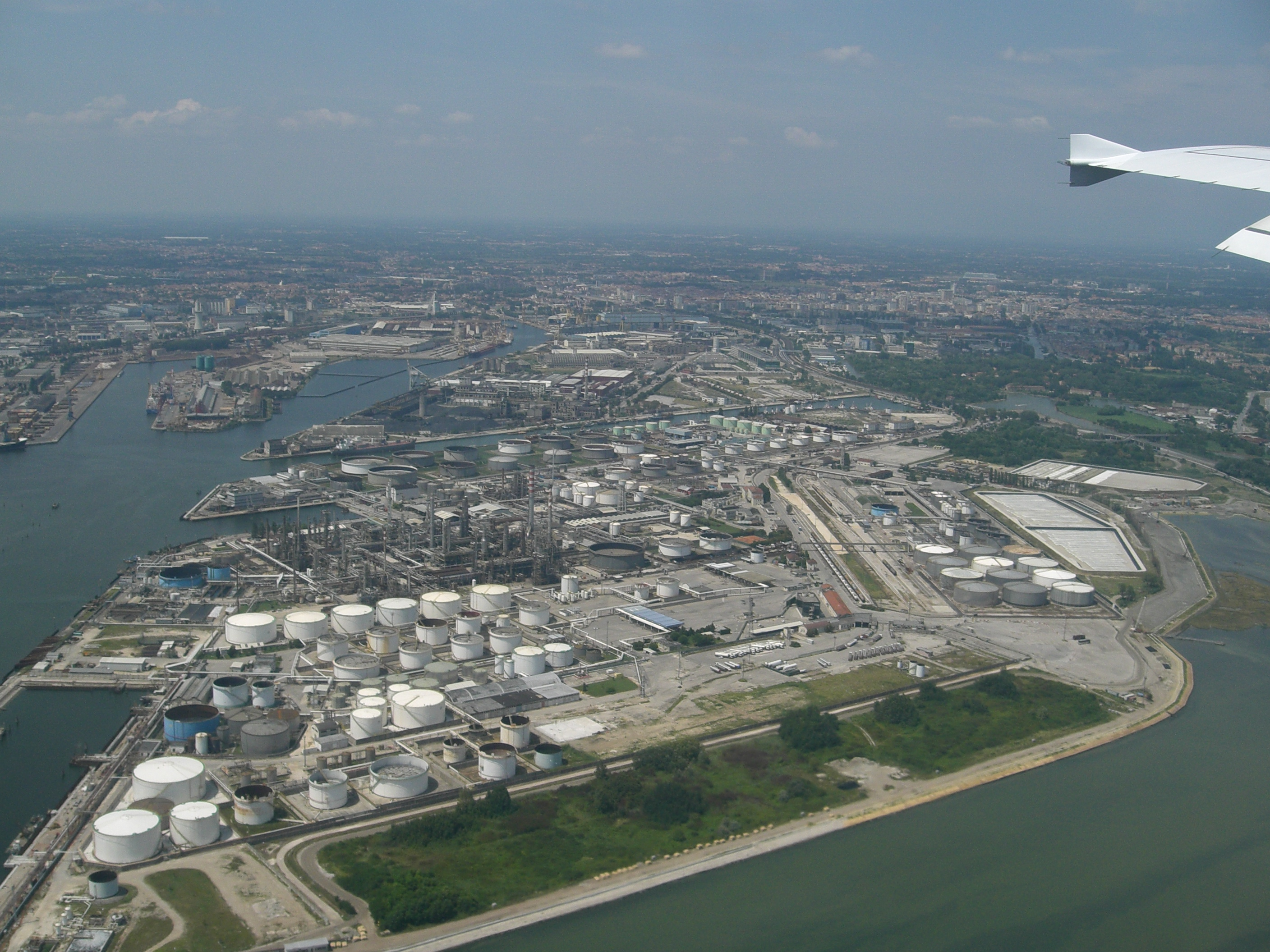
Порт Маргера с высоты птичьего полёта

Маргера (вен. Marghera) — один из самоуправляемых районов Венеции. Население района — около 30 тыс. человек, в собственно Маргере — около 17 тысяч.
Район расположен на материке, включает портово-промышленную зону (Порто-Маргера).
Происхождение названия района точно неясно. Ранее поселение называлось Мергария. Хотя существует местная версия, что название происходит от Mar gh’era — «там было море».
С начала XX века порт Венеции в бухте Сан-Марко стал неспособен обслуживать большие современные корабли. Новый современный порт и развитие промышленности около него могут отрицательно сказаться на историческом центре и туризме. В результате, к 1917 году итальянское правительство приняло решение построить промышленную зону и современный порт в Маргере на материке по проекту Джузеппе Вольпи, недалеко от города Местре.
Строительство началось после Первой мировой войны, уже в 1923 году начал работу первый химический завод. В 1926 году Маргера и Местре стали районами под контролем муниципалитета Венеции. Число рабочих, занятых в промышленности, выросло до 6000 к 1930 году, а в 1970 году достигло 35 тысяч. Однако, из-за развитой промышленности во Вторую мировую войну бомбардировками союзников в Маргере и Местре было уничтожено или повреждено более 60 предприятий. Сегодня в промышленной зоне Маргеры расположены производства: нефтепереработки и нефтехимии, металлургии, электротехники, судостроения, электростанции, предприятия транспортной логистики.
С 2005 года Маргера стала одним из шести самоуправляемых районов Венеции.
Из достопримечательностей в Маргере можно ответить Форте-Маргера, крепость, строительство которой началось с начала XIX века после падения Венецианской республики в 1797 году в результате Кампо-Формийского мирного договора.